# Feldmann (Adelsgeschlecht)
Das Geschlecht Feldmann war ein vorderösterreichisches Geschlecht, das in Waldshut ansässig war und 1567 in den Adelstand erhoben wurde.

## Geschichte

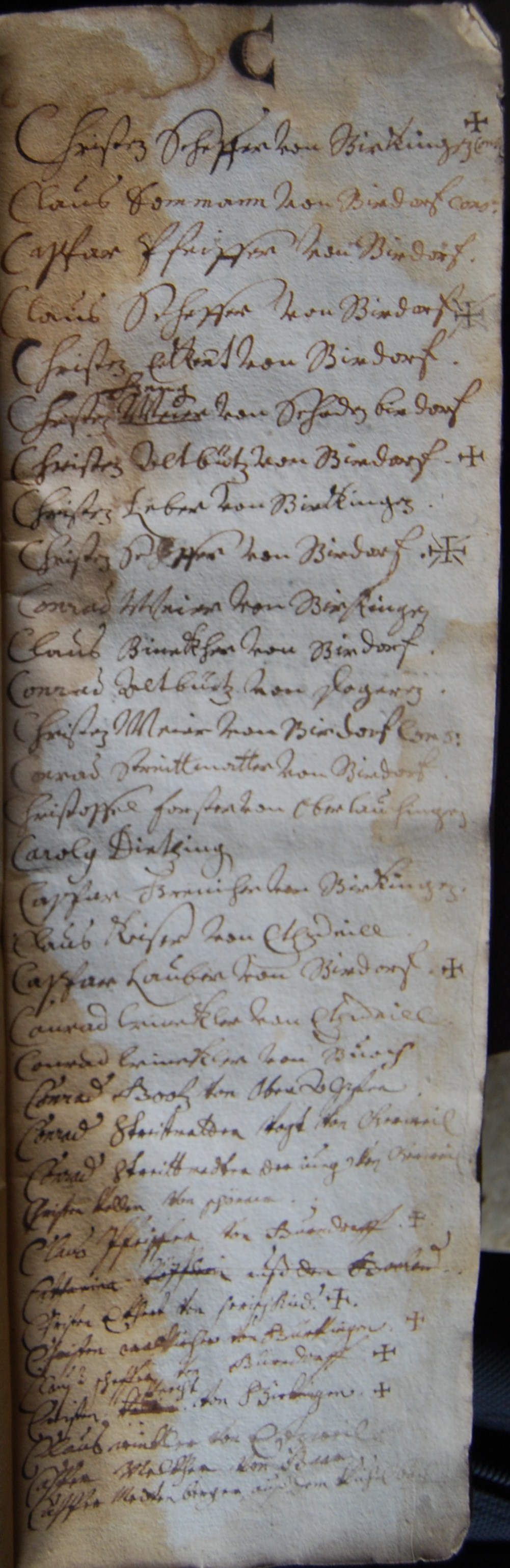
Auszug Mitgliederverzeichnis der Rosenkranzbruderschaft

Obgleich nicht zweifelsfrei bewiesen werden kann, dass der von Kaiser Maximilian II. am 23. Dezember 1567 wegen seiner Auszeichnungen in verschiedenen Schlachten in den Adelstand erhobene Hauptmann Adam Veldtmann aus dieser Linie stammt, spricht sich eine Urkunde in der Stadtrechnung von Waldshut von 1562 dafür aus. Darin wird u. a. bei den Ausgaben erwähnt, dass die Stadt Zinszahlungen an Hauptmann Feldmann für „Vollrichtung des Rits und bjwohnung Kays. Majst. Hofs“ eine Zahlung leistete. Dazu kommt, dass Johannes Lorenz Feldmann von Waldshut 1657 als „Junker“ bezeichnet wird.
Jacobine Feldmann, deren Mutter eine geborene von Kleeberg war, war verheiratet mit Hans Nicolaus Keller von Schleitheim, 1613 Markgräflich-Burgauischer Obervogt in Aach. Feldhauptmann Johann Christoph Feldmann, seine Ehefrau Anna Maria von Appetzhofen und wohl sein Bruder Johann Ludwig Feldmann waren, wie das mit ihnen eng verwandte Geschlecht der Schäfer, 1628 Mitbegründer der Rosenkranzbruderschaft in Birndorf. Lorenz Feldmann war 1671 Feldhauptmann in Waldshut. Die aus der Ehe zwischen Johann Christoph Feldmann und Anna Maria von Appetzhofen hervorgegangene Tochter Anna Maria war mit Adam Schäfer (Rittergeschlecht) verheiratet.

## Rosenkranzbruderschaft
Auf Bitten des Waldvogts Konrad von Altendorff zu Neuwenhusen, Jakob Appenzellers, Johann Christopf Feltmanns und des Junker Balthasar von Steinbockh (wohl Steinbach) wurde am 24. Januar 1628 beim Magister generalis Ordinis Praedicatorum, Franciscus Seraphinus Siccus zu Rom nachgesucht, in der Pfarrkirche von Birndorf eine Rosenkranzbruderschaft einzuführen. Zu den Mitgliedern dieser Rosenkranzbruderschaft zählte fast der gesamte Adel der Umgebung. So finden wir Konrad von Altendorf und seine Gemahlin Maria von Breittenlandenberg, Jakob von Schönau und seine Gemahlin Margaretha von Reinach, Johannes Franz Schönau von Schönau, Dietrich von Schönau, Johann Kaspar von Schönau, Martin von Haideckh, Ursula Holdermännin von Holderstein, Margaretha von Homburg, geboren von Breittenlandenberg, Christoph Jakob von Mandach, Eva von Mandach, geborene von Haideckh, Lorenz zu Rhein, Maria Agnes zu Rhein, geborene von Rosenbach, Melchior zu Rhein, Johann Balthasar von Steinbockh, Juliana von Steinbockh, geborene von Haideckh, Margaretha von Appetzhofen, geborene Eglossin von Zell, Johannes Christoph Feltmann, Anna Maria Feltmann, geborene von Appetzhofen, Johann Ludwig Feltmann, Christian Schäfer (Konsultor und Vorstand des Bruderschaftsrats), Nicolaus Schäfer, Johann Jakob Schuler, Georg Hattenbach, Christoph Straubhaar, Christoph Tschudi von Wasserstelz, Friedrich Straubhaar, Franz Ignaz Anton Joseph von Schönau, Franz Christoph Tschudi von Glarus, Franz Augustin Fridolin von Schönau, Georg Sebastian Reinhard von Kagenegg, Waldvogteiamstmeister Feinlin, Johannes Franz Joseph von Schönau, Johann Ulrich Hug von Winterbach, Johann Christoph Straubhaar, Schaffner des Königsfelder Hofs, Johann Heinrich Hermann von Kagenegg, Johann Leopold von Wittenbach und andere unter den Mitgliedern der Birndorfer Rosenkranzbruderschaft.

## Wappen
In Blau ein um die Hüften mit Eichenlaub bekränzter Wilder Mann, eine braune Keule auf der rechten Schulter tragend. Auf dem gekrönten Helm mit blau-silbernen Decken der wilde Mann hervorwachsend.